# Abbo von Limoges
Abbo (auch Abbon, Abbone, Abboni oder Ebbon) war ein gegen Ende des 6. und zu Beginn des 7. Jahrhunderts zur Zeit der Herrschaft der Merowinger in Limoges tätiger Goldschmied und Münzmeister.
Abbo, der für die fränkischen Könige Chlothar II. und Dagobert I. arbeitete, soll in seiner Kunst einen so großen Ruf besessen haben, dass der Vater des heiligen Eligius ihm seinen Sohn geschickt habe, damit dieser bei ihm das Goldschmiedehandwerk erlerne. Zweifellos identisch mit Abbo ist jener Münzmeister, dessen in einigen Exemplaren erhalten gebliebene Münzen von Limoges mit der Namensform Abbone signiert sind. Auch auf einigen Münzen von Chalon-sur-Saône taucht derselbe Name auf, so dass Abbo um 600 nacheinander in beiden Städten gewirkt haben dürfte. In dem auf den Britischen Inseln gemachten Depotfund von Cuerdale wurden Prägungen entdeckt, auf denen der Name Abbo Monet oder Abbo Manet sowie ein merowingisches Porträt erscheint. Dies wird so interpretiert, dass Abbo entweder zum fränkischen Gefolge des Augustinus von Canterbury zählte, das mit diesem zu Missionierungszwecken um 596 ins England der Heptarchie reiste, wo Abbo dann auch tätig gewesen wäre, oder aber dass es sich bei den Abbo zugewiesenen englischen Münzen um Nachahmungen merowingischer Prägungen handelt.